# Kanton Meymac
Kanton Meymac (francouzsky Canton de Meymac) je francouzský kanton v departementu Corrèze v regionu Limousin. Tvoří ho 10 obcí.

## Obce kantonu
- Alleyrat
- Ambrugeat
- Combressol
- Darnets
- Davignac
- Maussac
- Meymac
- Péret-Bel-Air
- Saint-Sulpice-les-Bois
- Soudeilles